# Мавзолей Хусейн-бека
Мавзолей Хусейн-бека (башк. Хөсәйенбәк кәшәнәһе, рос. Мавзолей Хусейн-бека) — місце захоронення Хаджі Хусейн-бека — першого імама на території Башкортостану. Розташований на кладовищі Акзират у селищі Чишми (Башкортостан). Має статус мусульманської святині. Пам'ятка архітектури та об'єкт культурної спадщини федерального значення.

## Життя Хусейн-бека
Хусейн-бек, син Омар-бека, народився на початку XIV століття у Туркестані. В молодому віці вступив у місцеве медресе, де вивчав науку фікг та вступив в суфійське братство Ясавія. Пізніше Хусейн-бек здійснив хадж до Мекки.
На початку XIV століття башкирський хан звернувся до Туркестану з проханням прислати людину для розповсюдження ісламу. Суди був направлений Хусейн-бек.
В Башкирії він став духовним суддею над башкирами та носив титул Каді. Після успіхів в розповсюдженні ісламу Хаджи Хусейн-бек стає першим Імамом Башкортостану.
Помер 1341 або 1342 року та був похований на пагорбі поблизу озера Акзират. Тепер це територія селища Чишми.

## Спорудження мавзолею
У 1393—1394 роках хан Тамерлан ступив на башкирську землю, переслідуючи золотоординського хана Тохтамиша. Натрапивши на могилу Хаджи Хусейн-бека, Тамерлан вирішив збудувати на його честь велику гробницю. Надгробну плиту привіз хан Темір-Ленг із Туркестану на 12 волах. Зараз ця плита знаходиться в Уфимському краєзнавчому музеї.
На тому ж місці, де була споруджена гробниця, Тамерлан перечікував зиму разом зі своїм військом. Через невстановлені причини частина війська загинула. Тому поруч із мавзолеєм Хусейн-бека поховано шість князів-воєначальників. Їхні могили дали початок давньому мусульманському кладовищу Акзират.
До XVIII століття мавзолей зруйнували. І лише 1911 року уфимський муфтій ухвалив рішення про відновлення гробниці, оскільки вона є шанованою мусульманською святинею. У зв'язку з цим розпочали розкопки гробниці, в результаті яких виявили 9 поховань. У шести похованнях були діти, а в інших чоловік, жінка та сам Хусейн-бек.
Щороку в Чишминському районі проводять заходи в пам'ять про Хусейн-бека.

## Галерея

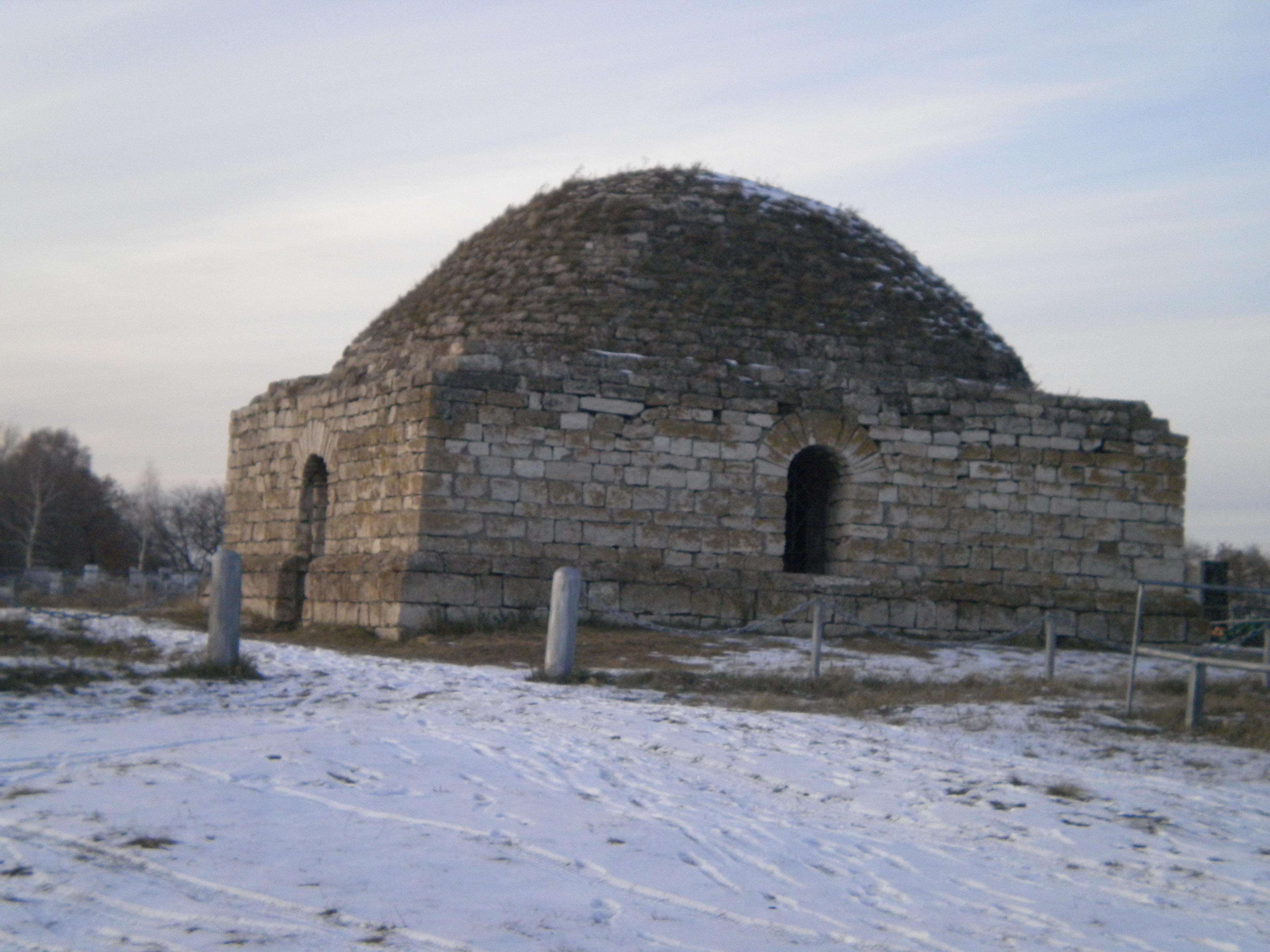
Мавзолей Хусейн-бека
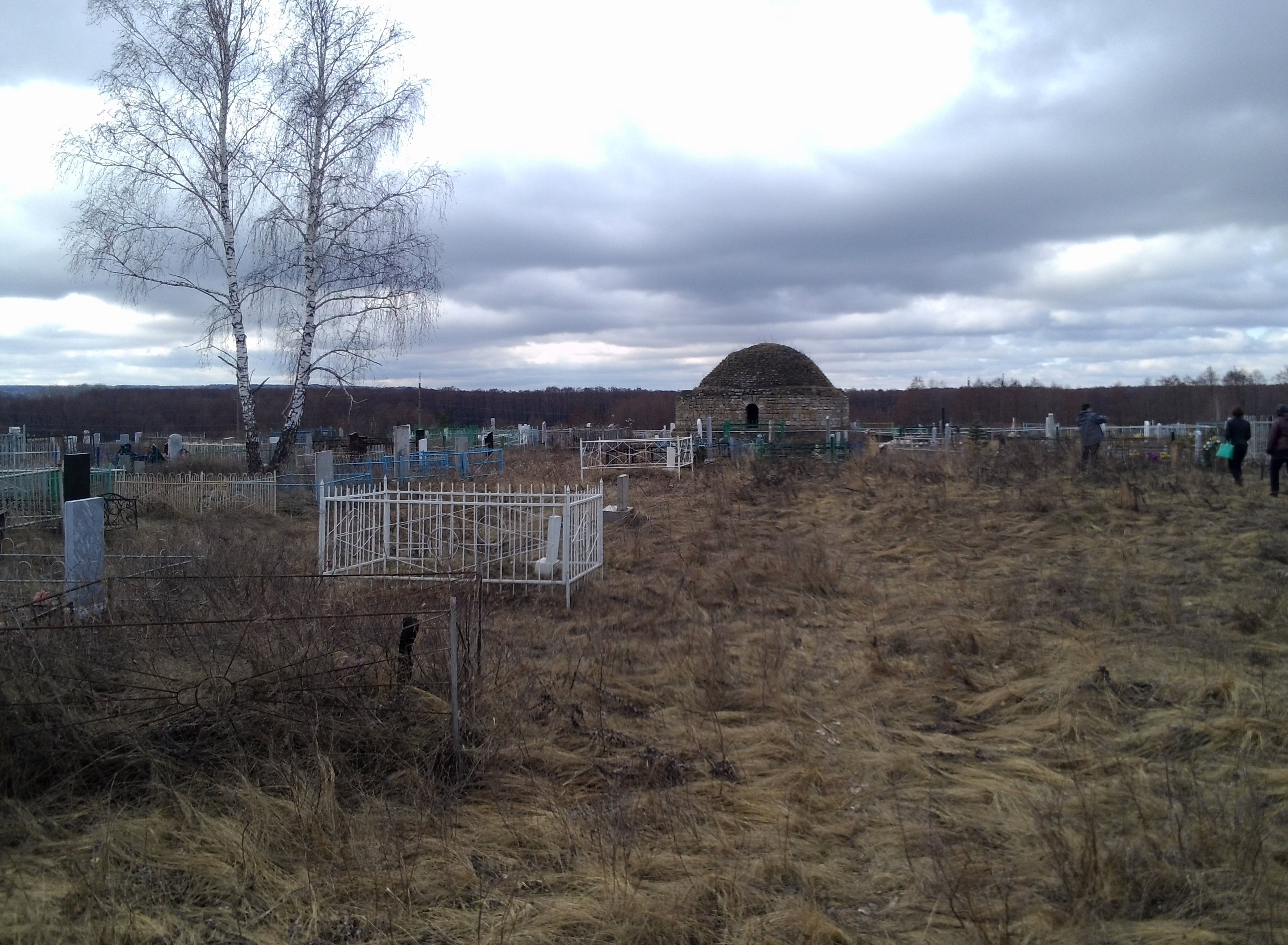
Кладовище та мавзолей
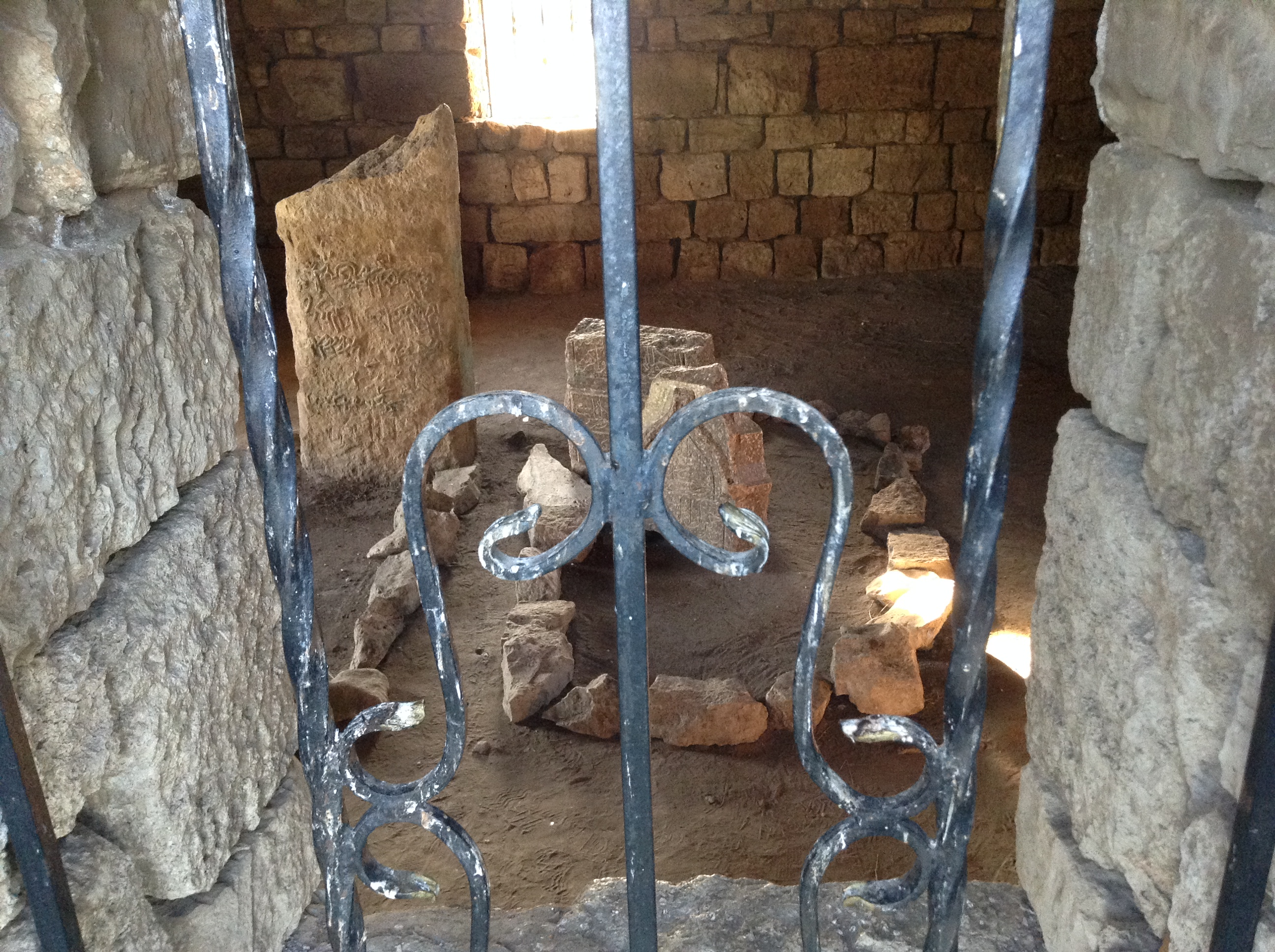
Гробниці всередині мавзолею
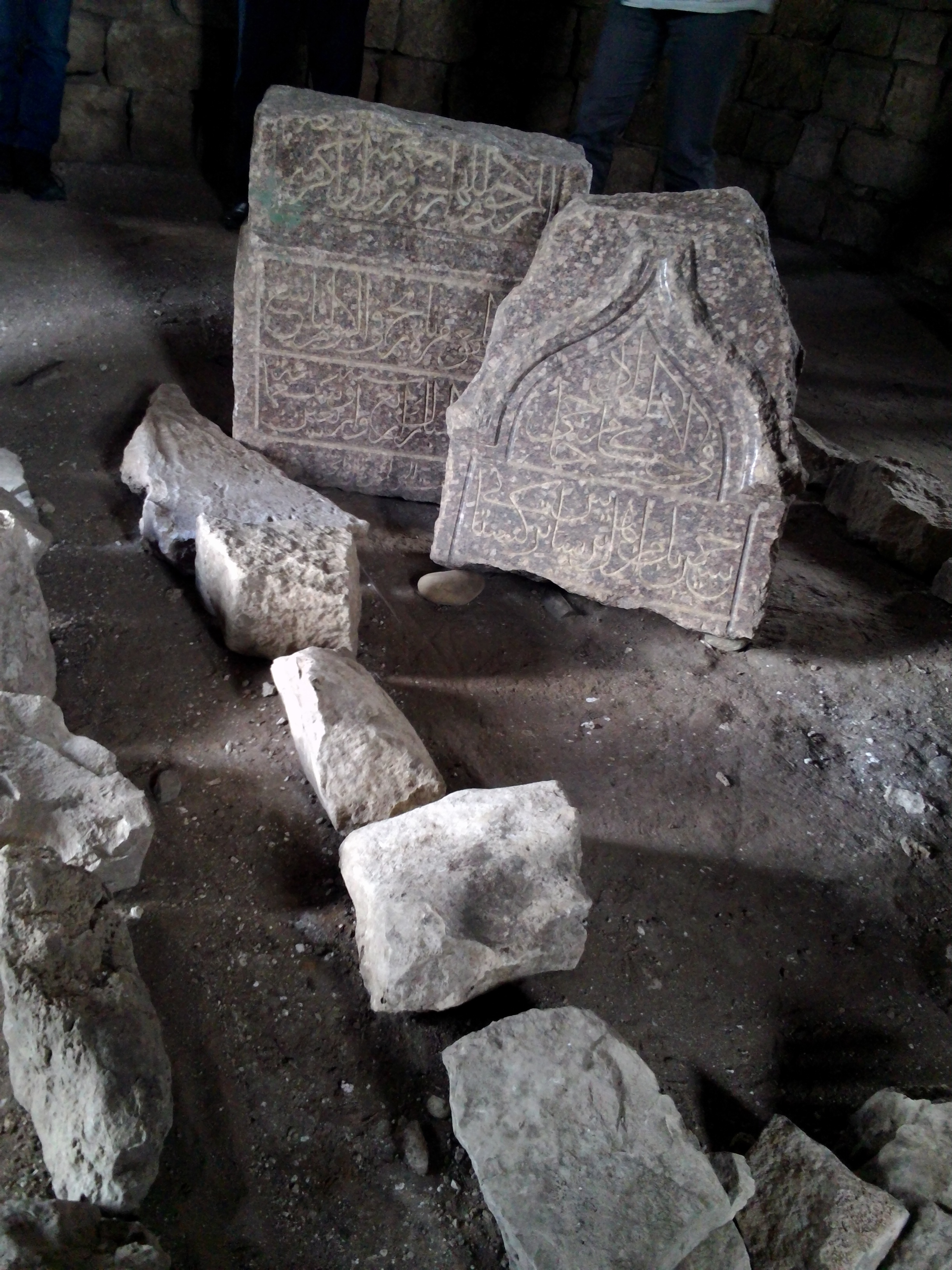
Написи на гробницях
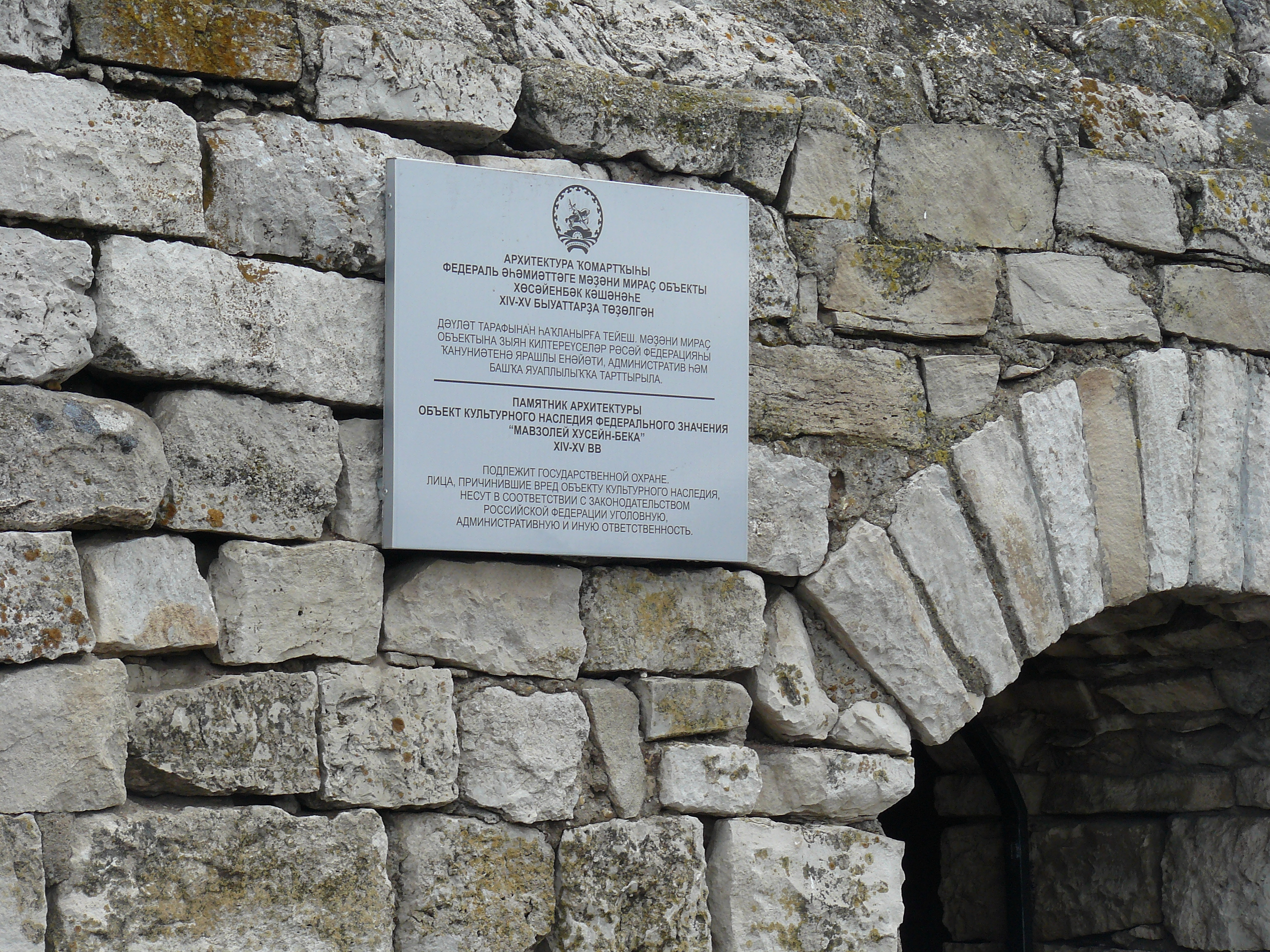
Інформаційна таблиця на будівлі мавзолею
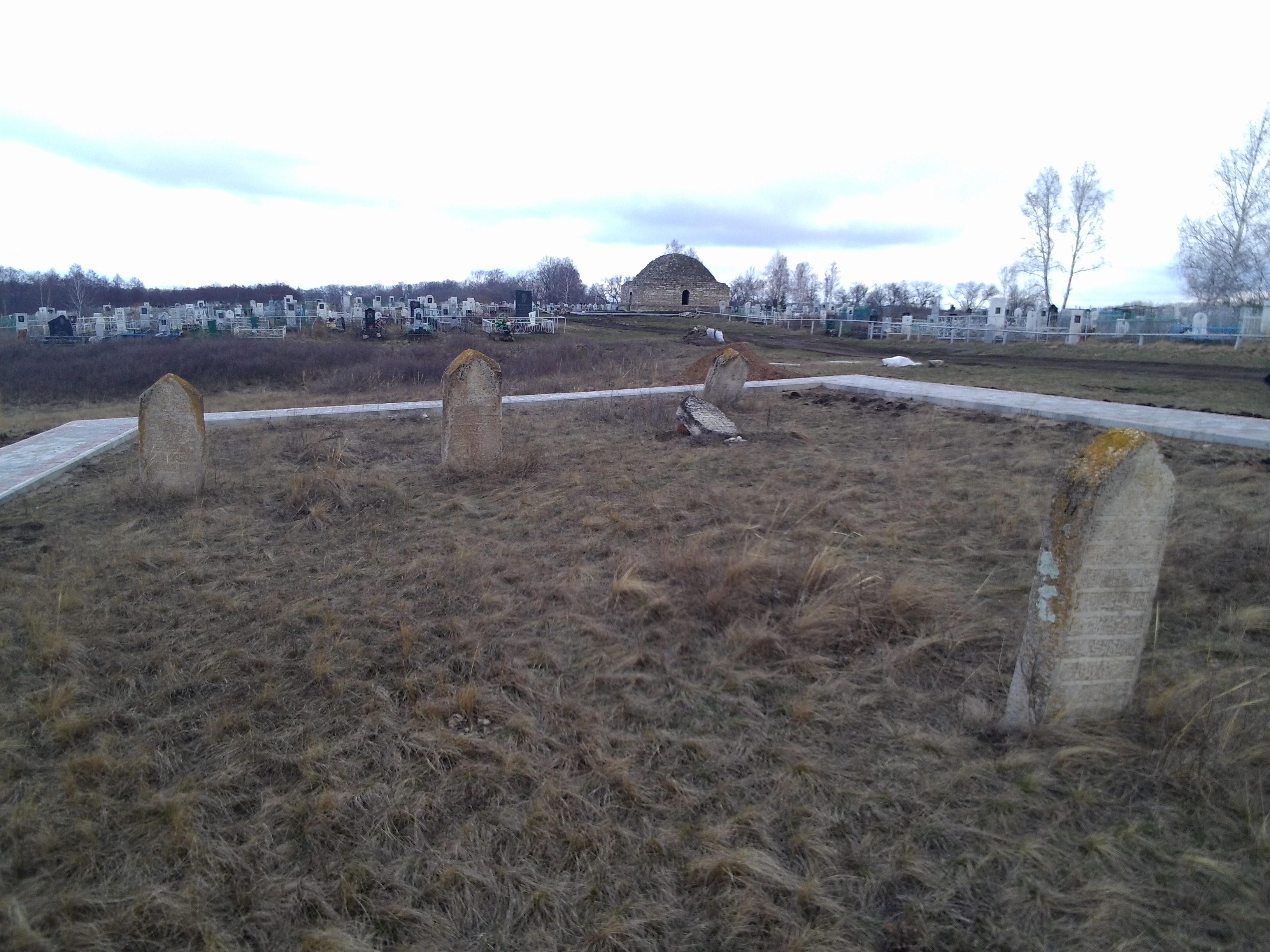
Старі гробниці та будівля мавзолею на кладовищі Акзират
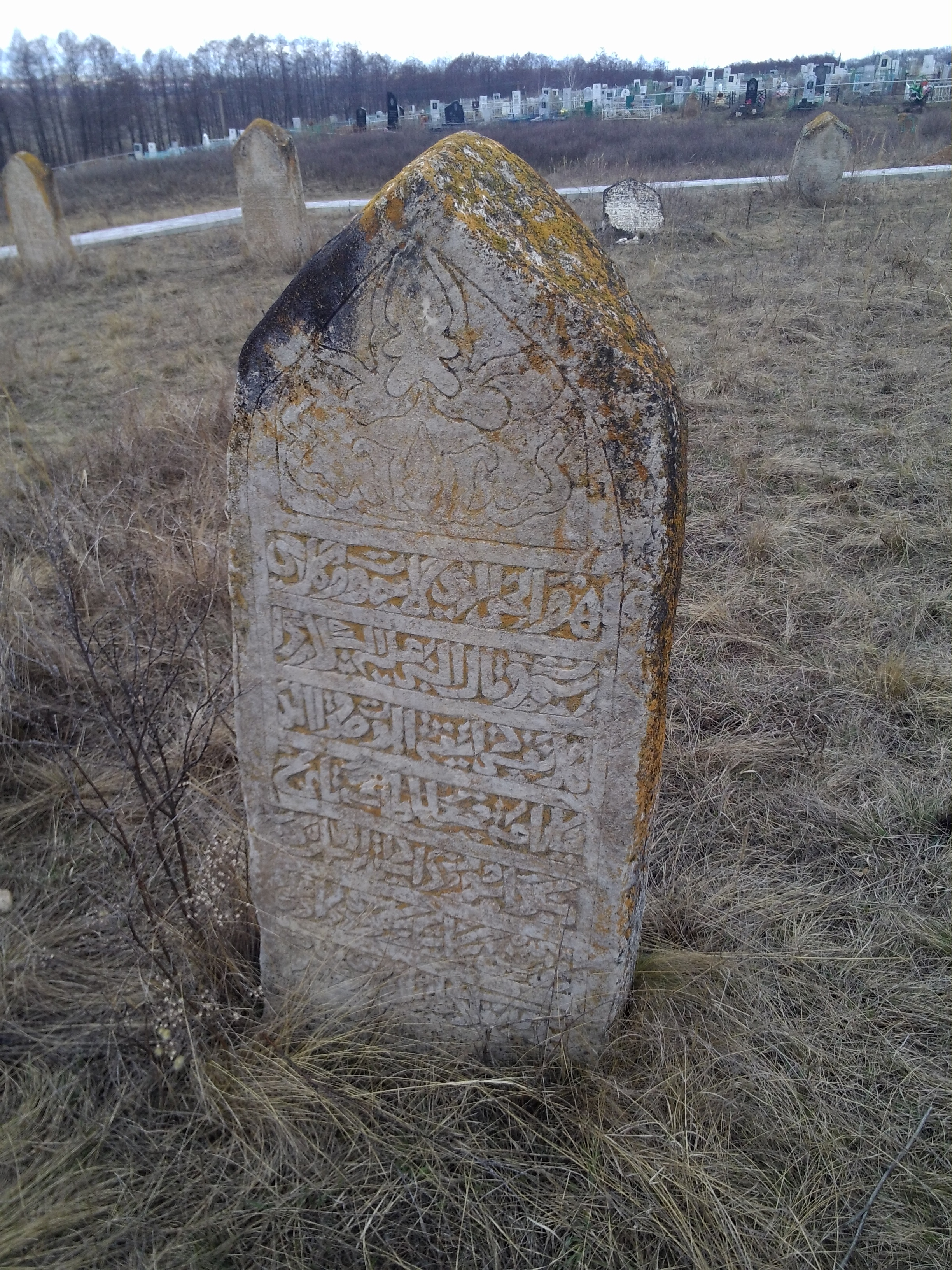
Написи арабською мовою на стародавніх гробницях кладовища Акзират